# Ait Belkacem
Ait Belkacem  (in arabo أيت بلقاسم‎?) è un centro abitato e comune rurale del Marocco situato nella provincia di Khémisset, regione di Rabat-Salé-Kénitra. Conta una popolazione di 4 466 abitanti (censimento 2014).